# Восточный Дели
Восточный Дели (англ. East Delhi) — округ на востоке Дели (Национальной столичной территории Дели), один из двух округов, расположенных на левом берегу Джамны.